# قبضة

قبضة

القبضة هي شكل اليد عندما تنثني الأصابع إلى الداخل على راحة اليد وتثبت بإحكام. لعمل أو شد القبضة, تثني الأصابع بإحكام في وسط راحة اليد, ثم يثبيت الإبهام على سلامى الوسطى. وعلى عكس هذه القبضة «المغلقة»، فإن المرء يبقي قبضته «مفتوحة» عن طريق تثبيت الإبهام على جانب السبابة.
يستخدم الشخص القبضة المغلقة, للكم (توجيه) السلامى السفلى من الاصابع في مواجهة الهذف، أو للضرب من جانب الإصبع الصغير من كعب اليد؛ يستخدم المرء القبضة المفتوحة للكم بالبرجمة الوسطى للإصبع الأوسط.

## الملاكمة
تشكيل القبضة لغرض اللكم هو أبسط المعارف التي يتم تدريسها في رياضة الملاكمة. يتم تدريس القبضات في فنون الدفاع عن النفس مثل الكاراتيه والكونغ فو والتايكواندو من أجل عملية اللكم والضرب. تقول مجلة الملاكمة "أكثر من 90٪ من الناس لا يعرفون في الواقع كيفية تشكيل قبضة بشكل صحيح"، وتضيف أن التشكيل الصحيح للكمة يعني أن المهاجم "لن يكسر يده", "ولن يجهده رسغه", سيكون قادرًا على توجيه لكمات قوية جدًا", و "يكون قادرًا على الاطاحة بشخص ما بلكمة واحدة".